# Spinasteron mjobergi
Spinasteron mjobergi là một loài nhện trong họ Zodariidae.
Loài này thuộc chi Spinasteron. Spinasteron mjobergi được Barbara C. Baehr miêu tả năm 2003.